# Arboretum Morgan
 (février 2022).
Si vous disposez d'ouvrages ou d'articles de référence ou si vous connaissez des sites web de qualité traitant du thème abordé ici, merci de compléter l'article en donnant les références utiles à sa vérifiabilité et en les liant à la section « Notes et références ».
L’Arboretum Morgan est un arboretum de 245 hectares située sur le Campus MacDonald de l’Université McGill à Sainte-Anne-de-Bellevue, sur la pointe ouest de l’île de Montréal. Il est compris dans le refuge d'oiseaux de Senneville.
En plus de grands espaces boisés où la plupart des essences indigènes du Québec sont représentées, l'Arboretum Morgan regroupe 18 collections d’arbres et d’arbustes (surtout indigènes mais pas uniquement) incluant sapins, épinettes, chênes, bouleaux, érables, tilleuls et arbres ornementaux. Il comprend environ 20 kilomètres de sentiers propices à la marche.
L’Arboretum abrite également une trentaine d’espèces de mammifères, une vingtaine d’espèces de reptiles et d’amphibiens et plus de 170 espèces d’oiseaux nicheurs et migrateurs.

## Histoire
La famille Morgan fait don du terrain à l'université en 1945. Mieux connu comme homme d'affaires et mécène, Cleveland Morgan obtient des diplômes en histoire naturelle et en zoologie à McGill, avant de consacrer sa vie à la collection d'arts décoratifs.